# B.J. Crombeen
Brandon James "B.J." Crombeen, född 10 juli 1985, är en amerikansk–född kanadensisk professionell ishockeyspelare som spelar för Arizona Coyotes i National Hockey League (NHL). Han har tidigare representerat St. Louis Blues, Dallas Stars och Tampa Bay Lightning.
Crombeen draftades i andra rundan i 2003 års draft av Dallas Stars som 54:e spelare totalt.